# ملکه جیسو
ملکه جیسو ملکه نایب السلطنه و مادر پادشاه جینهونگ و همسر شاهزاده گالمونوانگ بود.
ملکه پسرش کیم ساماک جونگ را بر تخت نشاند و خود نایب السلطنه وی شد، زیرا او بسیار کوچک بود.
او در دوران خردسالی پسرش، از زمان به سلطنت رسیدنش در سن هفت سالگی در سال ۵۴۰ تا ۵۵۱، به عنوان نایب‌السلطنه عمل می‌کرد، مقامی که هم به واسطه نسب شریف و هم به دلیل خرد سیاسی‌اش به دست آورده بود.
در دوره‌ای که نایب السلطنه بود، پروژه‌های ساختمانی بزرگ مانند معبد هونگ‌ریونسا و معبدهای فراوان را به پایان رساند.
ملکه دواگر جیسو در طول سلطنت خود معبدهایی تأسیس کرد، او همچنین دستور ساخت یادبودهای ادبی و تاریخی مانند اثر بزرگ تاریخ ملی و فرمان تشکیل ارتش هوارانگ را داد.